# Craig Mello
Craig Cameron Mello (New Haven, 18 oktober 1960) is een Amerikaans geneticus en samen met Andrew Fire de winnaar van de Nobelprijs voor de Fysiologie of Geneeskunde in 2006 voor de ontdekking van RNA-interferentie.

## Biografie
Mello werd geboren in New Haven als zoon van James en Sally Mello. Na zijn afstuderen aan de Fairfax High School studeerde hij scheikunde aan de Brown-universiteit. Aansluitend ging hij naar de universiteit van Colorado maar na twee jaar stapte hij over naar de Harvard-universiteit waar hij in 1990 met een PhD promoveerde in de biologie. 
Na vier jaar gewerkt te hebben bij het Hutchinson kankeronderzoekscentrum werd hij in 1994 docent celbiologie aan de faculteit van de Universiteit van Massachusetts in Worcester. In 2000 werd hij er docent moleculaire geneeskunde en in 2003 werd hij er benoemd tot hoogleraar. Tevens is Mello sinds 2000 onderzoeker aan het Howard Hughes Medical Institute (HHMI).

## Werk
In 2006 deelden Fire en Mello de Nobelprijs in de Fysiologie of Geneeskunde voor werk dat in 1998 in Nature werd gepubliceerd, samen met de collega's SiQun Xu, Mary Montgomery, Stephen Kostas en Sam Driver. In deze publicatie beschreven ze proces dat kleine stukjes dubbelstrengs RNA de activiteit van bepaalde genen effectief aan of uit kan schakelen - RNA-interferentie. Nader onderzoek toonde aan dat het om een evolutionair mechanisme te gaan die een centrale rol speelt in de natuurlijke ontwikkeling. Later werd ontdekt dat planten en ongewervelde dieren RNA-interferentie gebruiken om zich te verdedigen tegen virussen, voor genexpressie en celontwikkeling.
De techniek van RNA-interferentie biedt mogelijkheden voor de ontwikkeling van nieuwe generatie geneesmiddelen. Middels het uitschakelen van schadelijke genen is het namelijk mogelijk om virussen, erfelijke ziekten en kanker te behandelen omdat ze hun ziekmakende vermogen te danken hebben aan de (ongewenste) activiteit van een klein aantal genen.
- Gemeinsame Normdatei: 1220173118
- International Standard Name Identifier: 0000 0004 2809 6622
- Library of Congress Control Number: n2007182504
- Nationale Bibliotheek van Polen: a0000003193099
- Virtual International Authority File: 306445764
- WorldCat: E39PBJr837QJRRVbMtbpQGXrv3

1901: Behring · 
1902: Ross · 
1903: Finsen · 
1904: Pavlov · 
1905: Koch · 
1906: Golgi, Ramón y Cajal · 
1907: Laveran · 
1908: Mechnikov, Ehrlich · 
1909: Kocher · 
1910: Kossel · 
1911: Gullstrand · 
1912: Carrel · 
1913: Richet ·
1914: Bárány · 
1919: Bordet · 
1920: Krogh · 
1922: Hill, Meyerhof · 
1923: Banting, Macleod · 
1924: Einthoven ·
1926: Fibiger · 
1927: Wagner-Jauregg · 
1928: Nicolle · 
1929: Eijkman, Hopkins · 
1930: Landsteiner · 
1931: Warburg · 
1932: Sherrington, Adrian · 
1933: Morgan · 
1934: Whipple, Minot, Murphy · 
1935: Spemann · 
1936: Dale, Loewi · 
1937: Szent-Györgyi · 
1938: Heymans · 
1939: Domagk · 
1943: Dam, Doisy · 
1944: Erlanger, Gasser · 
1945: Fleming, Chain, Florey · 
1946: Muller · 
1947: C. Cori, G. Cori, Houssay · 
1948: Müller · 
1949: Hess, Moniz · 
1950: Kendall, Reichstein, Hench · 
1951: Theiler · 
1952: Waksman · 
1953: Krebs,Lipmann ·
1954: Enders, Weller, Robbins · 
1955: Theorell · 
1956: Cournand, Forssmann, Richards · 
1957: Bovet · 
1958: Beadle, Tatum, Lederberg · 
1959: Ochoa, Kornberg · 
1960: Burnet, Medawar · 
1961: Békésy · 
1962: Crick, Watson, Wilkins · 
1963: Eccles, Hodgkin, Huxley · 
1964: Bloch, Lynen · 
1965: Jacob, Lwoff, Monod · 
1966: Rous, Huggins · 
1967: Granit, Hartline, Wald · 
1968: Holley, Khorana, Nirenberg · 
1969: Delbrück, Hershey, Luria · 
1970: Katz, Euler, Axelrod · 
1971: Sutherland · 
1972: Edelman, Porter · 
1973: Frisch, Lorenz, Tinbergen · 
1974: Claude, De Duve, Palade · 
1975: Baltimore, Dulbecco, Temin ·
1976: Blumberg, Gajdusek · 
1977: Guillemin, Schally, Yalow · 
1978: Arber, Nathans, Smith · 
1979: Cormack, Hounsfield · 
1980: Benacerraf, Dausset, Snell · 
1981: Sperry, Hubel, Wiesel · 
1982: Bergström, Samuelsson, Vane · 
1983: McClintock · 
1984: Jerne, Köhler, Milstein · 
1985: Brown, Goldstein · 
1986: Cohen, Levi-Montalcini · 
1987: Tonegawa · 
1988: Black, Elion, Hitchings · 
1989: Bishop, Varmus · 
1990: Murray, Thomas · 
1991: Neher, Sakmann · 
1992: Fischer, Krebs · 
1993: Roberts, Sharp · 
1994: Gilman, Rodbell · 
1995: Lewis, Nüsslein-Volhard, Wieschaus · 
1996: Doherty, Zinkernagel · 
1997: Prusiner · 
1998: Furchgott, Ignarro, Murad · 
1999: Blobel · 
2000: Carlsson, Greengard, Kandel ·
2001: Hartwell, Hunt, Nurse · 
2002: Brenner, Horvitz, Sulston · 
2003: Lauterbur, Mansfield · 
2004: Axel, Buck · 
2005: Marshall, Warren ·
2006: Fire, Mello ·
2007: Capecchi, Smithies, Evans ·
2008: Zur Hausen, Barré–Sinoussi, Montagnier ·
2009: Blackburn, Greider, Szostak ·
2010: Edwards ·
2011: Beutler, Hoffmann, Steinman ·
2012: Gurdon, Yamanaka ·
2013: Rothman, Schekman, Südhof ·
2014: O'Keefe, Moser, Moser ·
2015: Campbell, Omura, Tu ·
2016: Osumi ·
2017: Hall, Rosbash, Young ·
2018: Allison, Honjo ·
2019: Kaelin, Ratcliffe, Semenza ·
2020: Alter, Houghton, Rice ·
2021: Julius, Patapoutian ·
2022: Pääbo ·
2023: Karikó, Weissman ·
2024: Ambros, Ruvkun